# Perosillo
Perosillo is een gemeente in de Spaanse provincie Segovia in de regio Castilië en León met een oppervlakte van 10,12 km². Perosillo telt 17 inwoners (1 januari 2016).

## Demografische ontwikkeling

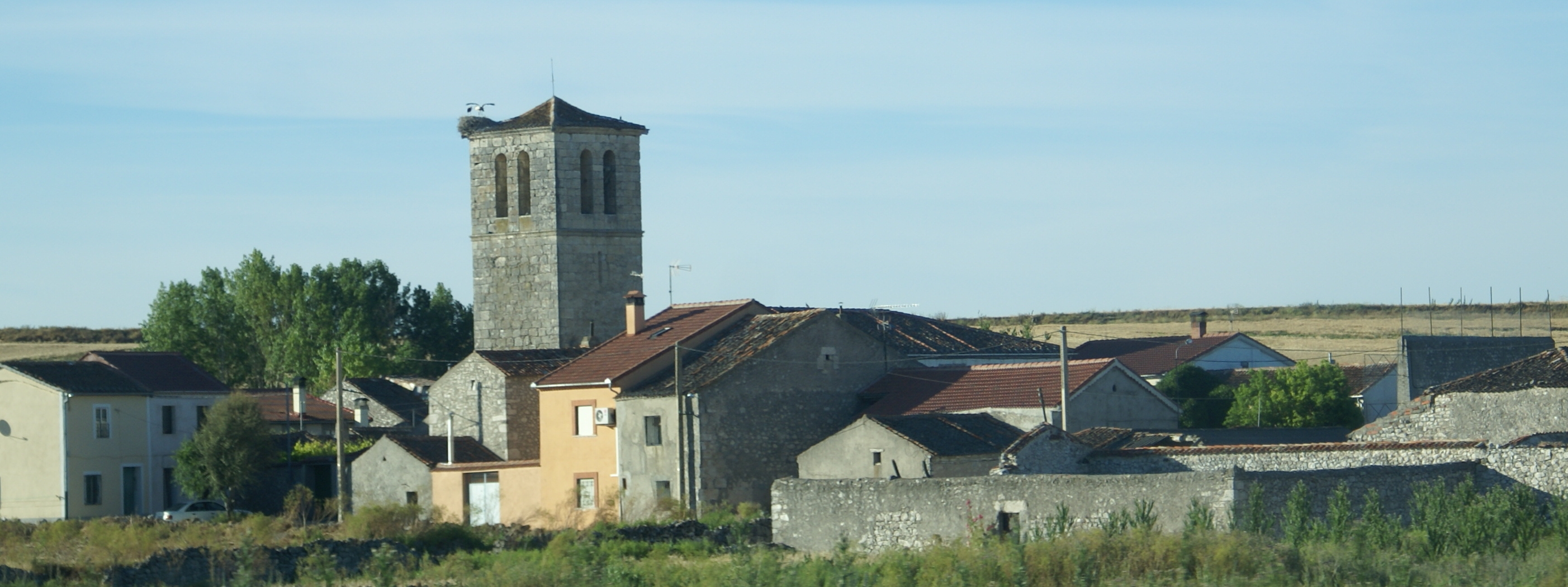
Perosillo

Bron: INE, 1930-2011: volkstellingen
Opm.: Tussen 1857 en 1930 maakte Perosillo deel uit van de gemeente Frumales